# Leopold Bauer

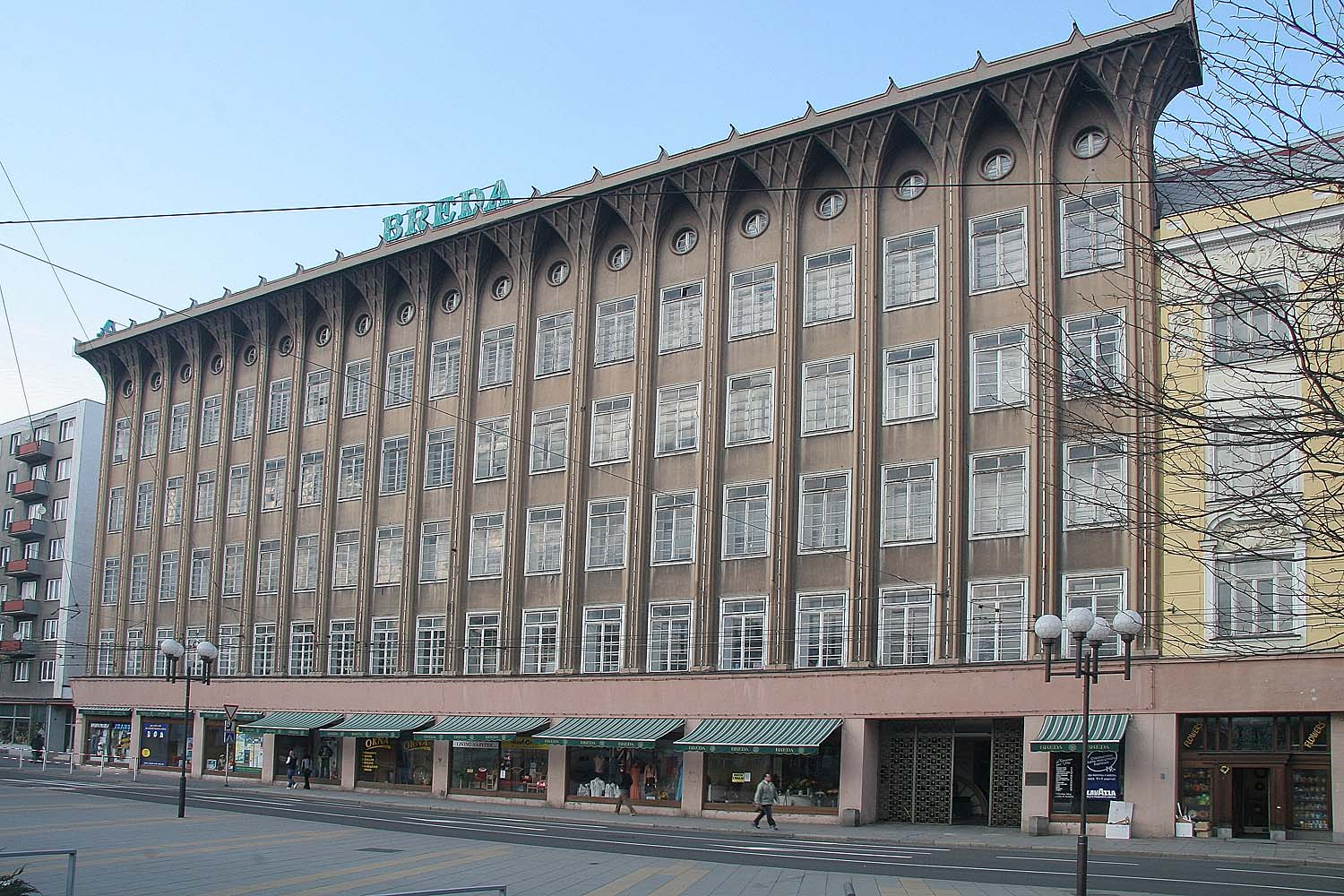
Obchodní dům Breda & Weinstein v Opavě

Leopold Bauer (1. září 1872 Krnov – 7. října 1938 Vídeň) byl český a rakouský a především slezský architekt. Podobně jako u Josepha Maria Olbricha se v jeho životě a díle spojovala kultura tehdejšího hlavního města monarchie Vídně s německou kulturou Horního Slezska. Bauerovy plány i realizace procházely funkcionalismem, secesí, klasicismem, neobiedermeierem a řadou historismů, přičemž často prvky jednotlivých směrů organicky kombinovaly.

## Životopis
Leopold se narodil hostinskému Josefu Bauerovi a jeho manželce Marii Flemmichové v krnovském domě U Bílého koníčka. V Krnově, tehdejším Jägerndorfu, také vychodil reálku. Studoval technickou stavební školu v Brně a Akademii výtvarných umění ve Vídni, nejprve u Karl von Hasenauera (1893–1894) a pak u slavného Otto Wagnera (1894–1896), spoluzakladatele manifestu Vídeňské secese. Druhý jmenovaný si talentu mladého a již v této době cenami ozdobeného Slezana záhy všiml a zaměstnal jej ve svém ateliéru. Bauer absolvoval několik studijních cest po Itálii, Francii a Německu a roku 1900 se stal členem kruhu umělců kolem zmíněného secesního manifestu, kam patřil mj. i slavný Gustav Klimt a Bauerův spolužák a krajan Joseph Maria Olbrich. O dva roky později se stal redaktorem odborného dvouměsíčníku skupiny jménem Ver sacrum (vycházel do roku 1903). Již koncem století vzbudil společenský zájem jako autor několika progresivních teoretických prací o architektonické moderně, jeho projekty však až do roku 1901 zůstávaly nerealizovány. Ve stejném období opouští katolickou církev, aby se roku 1906 navrátil, neboť si tím zajistil adopci bohatého Bratislavana Gézy Arpáda Szlubka a začal se psát jako Bauer-Szlubek. Tento zištný krok jej materiálně zaopatřil a mohl se tak dále věnovat jen tvůrčí činnosti. Od roku 1913 vyučoval jako nástupce Wagnera na vídeňské akademii, ale roku 1919 musel ze školy odejít. Během počátku 20. století se vzdal dřívějších modernistických východisek a stal se z něj velký zastánce klasicismu a monumentalizujících, historizujících proudů vůbec. Netajil se svým odporem k sociálním demokratům a pozdějšími sympatiemi k fašismu. Na sklonku života získal zakázku na stavbu říšského kancléřství na vídeňském Ballhausplatzu.

## Stavby (výběrově)
Tvorba Leopolda Bauera, který se proslavil také jako návrhář bytových doplňků (sklo, goblény), v každé z uměleckých fází vynikala důrazem na tvůrčí jednotu exteriéru a interiérového designu (který navrhoval také pro hotové stavby). Obrat od radikálního modernismu k novému historismu – ovšem za použití pokrokových materiálů a konstrukcí – lze pozorovat od roku 1905.

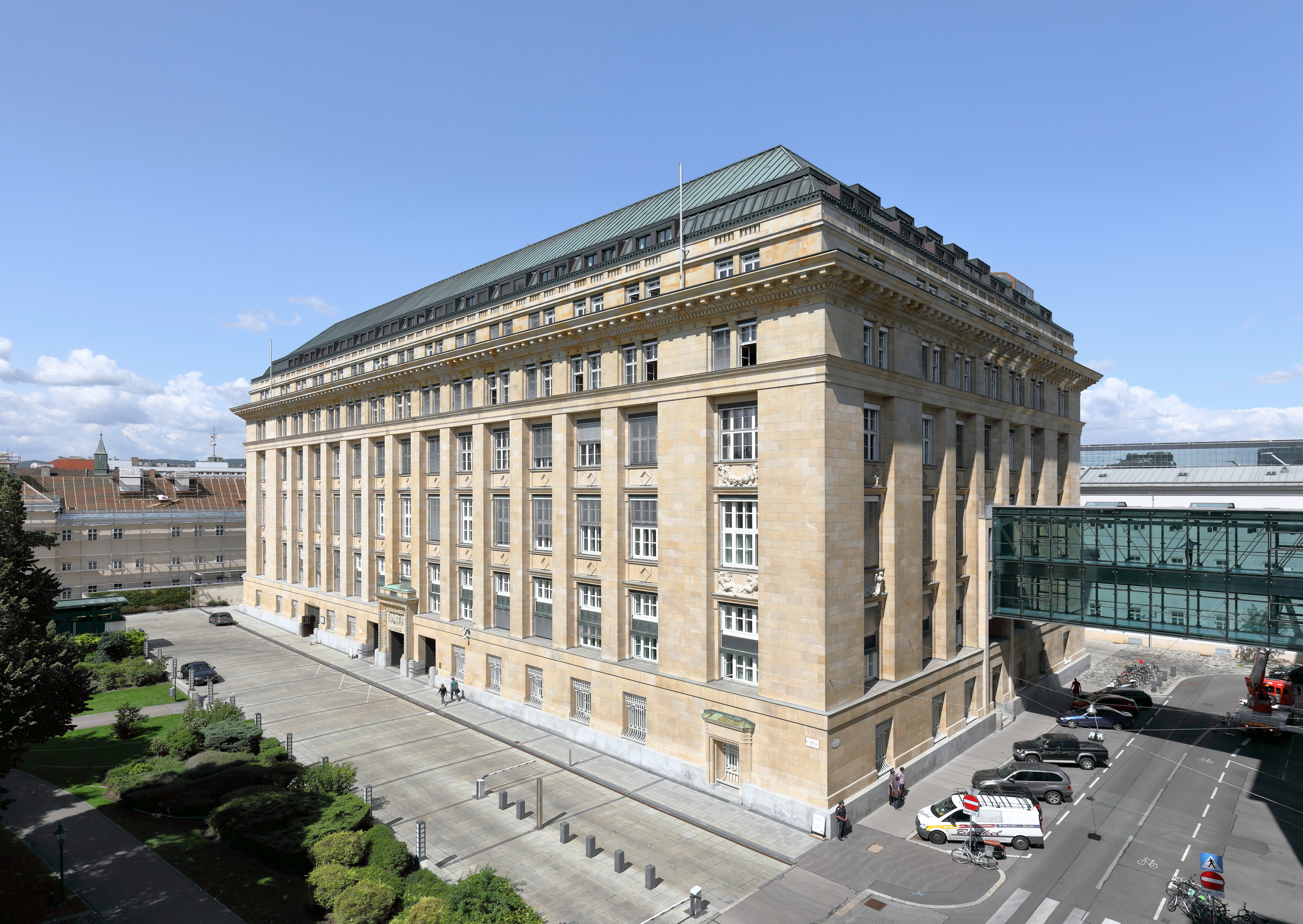
Rakouská národní banka

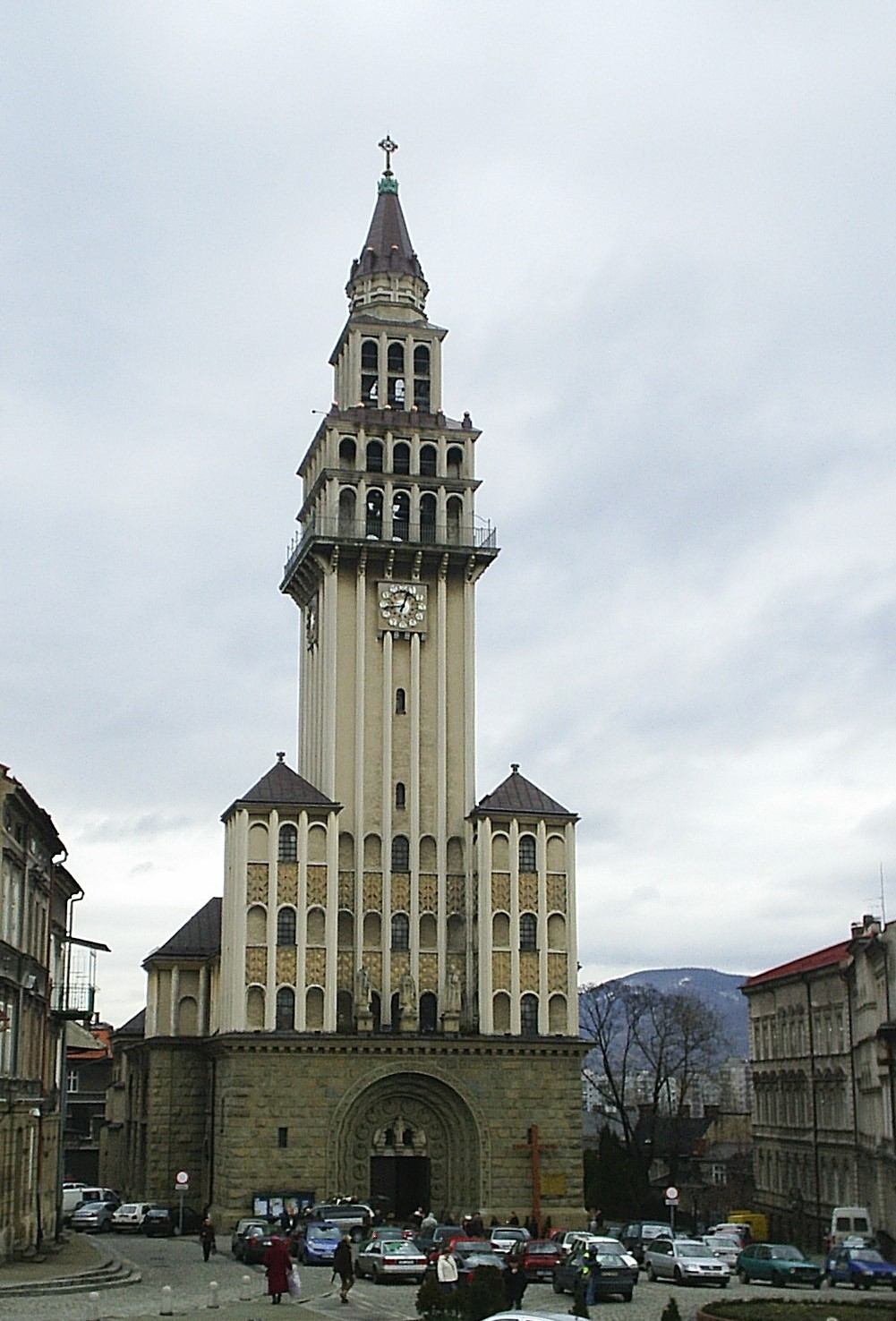
Katedrála svatého Mikuláše v Bílsku-Bělé

- 1901–1903 Vila dr. K. Reissiga (Hlinky 148, Pisárky 62, Brno, Morava) – Stavba s bohatým zázemím (např. tenisové kurty) nazývaná často "prvním moderním rakouským domem". Střídmá modernistická stavba je korunována konzervativnější střechou. Dům byl na svou dobu přepychově vybaven ústředním topením a elektrickým osvětlením.

- 1903 Dům Walentyho Jakubeckého (Stojałowskiego 51, Bílsko-Bělá (Bělá), Halič) – rohový secesní dům s rostlinnou výzdobou na fasádě

- 1903–1904 Spaunova vila (Klášterský Mlýn 4) – secesní vila svobodného pána Maxmiliana Spauna, majitele sklářské hutě a sklárny, která si kolem roku 1900 získala světovou známost výrobou secesního irisovaného skla. Tento druh skla byl využit při výzdobě exteriéru i interiéru vily.

- 1904–1905 Kralikova vila (1. máje 180, Vimperk) – secesní vila Rudolfa Kralika rytíře von Meyrswalden, spolumajitele sklárny v Adolfově

- 1904–1909 Střelecký dům (Dobrovského 16, Krnov, Horní Slezsko) – Krnovský společenský dům vznikl na místě starší budovy. Znatelná je inspirace renesancí i místní architekturou. Veřejné prostory jsou dvojúrovňové. Do prvního patra vede velké dvouramenné schodiště s historizujícími sochami.

- 1906 Nájemní dům barona S. Haupta (Masarykova 7, Brno, Morava)

- 1906–1910 kostel sv. Mikuláše (plac św. Mikołaja 1, Bílsko-Bělá (Bílsko), Horní Slezsko) – přestavba katolického farního kostela v Bílsku, nynější katedrály. Původně barokní kostel byl podlé Bauerova návrhu přestavěn do raně modernistické podoby s 61 m vysokou věží inspirovanou italskými kampanilemi.

- 1907–1909 Kostel svatého Martina (Tošovice, Horní Slezsko)

- 1908–1910, 1928–1929 Priessnitzovo sanatorium (Priessnitzova 45, Jeseník Lázně 299, Horní Slezsko) – Jedná se o největší realizovanou Bauerovu stavbu. Již v duchu tradicionalismu projektovaná lázeňská budova svou dvoukřídlou dispozicí umístěnou v kopci evokuje rozlehlé barokní zámecké areály. Balkóny opatřená podlaží odkazují na léčebnou funkci budovy (umožňují pacientům pobyt na čerstvém vzduchu).

- 1908–1910 Obchodní a živnostenská komora (Nádražní okruh 27, Opava-předměstí 695, Horní Slezsko) – Monumentální a zásadně historizující stavba, která sloužila podnikatelské reprezentaci převážně německého města Opavy. Skrývala také kancelářské místnosti a knihovnu. Bohatá byla originální vnitřní výzdoba a výmalba. Dnes je zde kulturní dům.

- 1909–1911 Vila H. Hechta (Hlinky 142b, Pisárky 58, Brno, Morava)
- 1910 Rohrerova vila (Veslařská 339/234, Brno, Morava)[4]

- 1911 Návrh stavby Národní banky rakouské (Otto-Wagner-Platz 3, Vídeň, Rakousko) – Původní projekt počítal s rozlehlým komplexem vertikálně komponovaných bankovních budov a Bauer jej do smrti považoval za vrchol své práce. Kvůli politickým změnám po první světové válce došlo k zásadním rozpočtovým škrtům a banka byla umístěna do jediné dokončené budovy, která měla být původně pouze tiskárnou bankovek. Bauerovi byl odebrán dohled nad dokončením projektu. Nahradili ho Ferdinand Glaser a Rudolf Eisler.

- 1911–1913 Vila Hany Larischové (Říční okruh 4a, Horní předměstí 6, Krnov, Horní Slezsko) – Přestavba starší (arch. Ernst Latzel, 1884–1885) vily na letní dům.
- 1916–1919 Továrna Ignaz Ginzkey & Co. (Vratislavice nad Nisou) – Z původně velkorysého projektu přestavby a modernizace továrny byla realizována v letech 1916–1916 pouze malá část (zauhlovací a vodárenská věž, spojovací mostek, budova kotelny a silniční most přes Lužickou Nisu).[5][6]

- 1923–1924 Vila J. Chlupaczka (Textilní 3, 5, Opavské předměstí 156, Krnov, Horní Slezsko) – Bauer na přání majitele spojil prostornou vestavbou s bohatou vnitřní výzdobou dvě vedle sebe stojící novobarokní vily.

- 1927 Rodinný dům (Lipová 4, Stránice 369, Brno, Morava)

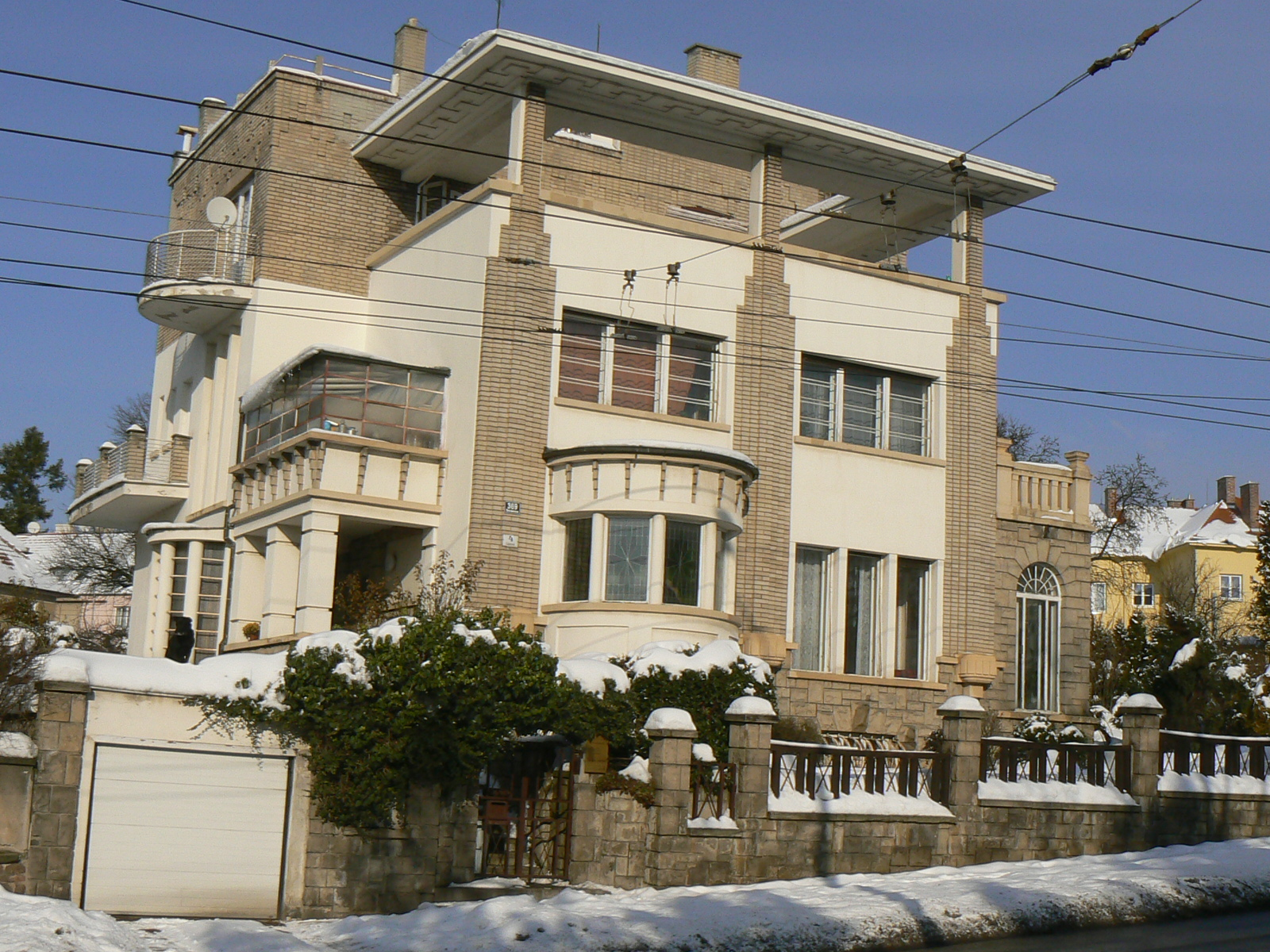
Vila na Lipové ulici v Brně

- 1927–1928, 1930 Obchodní dům Breda & Weinstein (Náměstí Republiky 9, Opava 159, Horní Slezsko) – Bauer spolu s Juliem Lundwallem vtiskli víceúčelovému obchodnímu domu originální a progresivní (železobeton) vzhled. Zvenku jsou v několika patrech umístěna velká obdélníková okna kombinovaná s příporami, které se u střechy rozšiřují, proplétají a vytvářejí lunety s kulatými okénky. V centru interiéru stojí prostorná hala krytá skleněnou kopulí s na svou dobu velmi moderním vybavením (nákladní a osobní výtahy, moderní vzduchotechnika, automatická telefonní ústředna, ústředním topení, automatické hlásiče požáru a nouzové osvětlení). Rozlehlý centrální prostor s dvouramenným dřevěným schodištěm nese nezaměnitelný bauerovský rukopis. Interiéry projektoval Harald Bauer (1901–1990). Stavba se nezakrytě hlásí k inspiraci chicagskou školou a v době dokončení byla prvním moderním obchodním domem v československé republice.

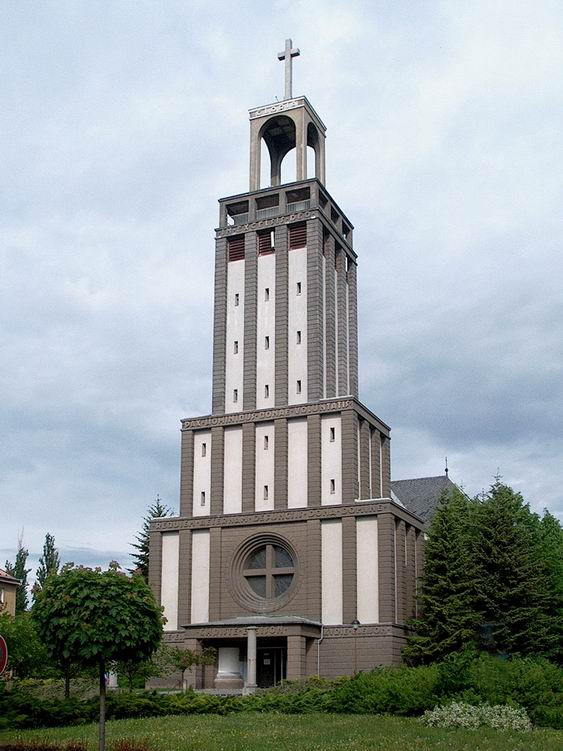
Kostel sv. Hedviky v Opavě

- 1928–1930 Hotel Tiroler (Náměstí hrdinů 2, Horní předměstí 22, Krnov, Horní Slezsko) – Rozsáhlá přestavba Bauerově rodině patřícího novorenesančního hotelu. V přízemí průčelí dominují střídmé oblouky nad okny. Navržená kavárna byla později zničena.

- 1929 Vila Rudolfa Larische (Říční okruh 14, Horní předměstí 4, Krnov, Horní Slezsko) – Přestavba starší budovy (arch. Hans Miksch a Julian Niedzielski, 1888).[7]

- 1932–1933 Tělocvična (Petrovická 2, Horní předměstí 341, Krnov, Horní Slezsko) – Jedná se o mistrovskou realizaci, která skloubila historizující prvky (průčelí, střecha) spolu s konstruktivistickou účelností veřejné budovy (pravidelnost, železobeton, dramatické obliny na stranách, které nesou terasy se zábradlími).

- 1933–1938 Kostel sv. Hedviky (Náměstí sv. Hedviky, Opava, Horní Slezsko) – památník padlým v první světové válce; monumentální sakrální stavbě, která měla oslavovat slezský patriotismus, vévodí nad vchod umístěná gradovaná věž, která značně převyšuje okolí. Kostel stavěný na půdorysu dvojitého kříže nebyl nikdy dokončen.